# Започаинье
Започаинье — старинная местность в историческом центре Нижнего Новгорода. Район в глубокой древности получил своё название, как место расположенное за рекой Почайной, напротив Верхнего посада Старого города. Главным планировочным элементом выступает Ильинская улица, вокруг которой сложилась структура местности. По этой причине территория имеет второе название — Ильинская слобода.
Започаинье начало заселяться в XIII — XIV веках и со временем стало включать в себя несколько исторических районов и территорий Нижнего Новгорода: древнейший район Ильинской горы, Гребешок, старую Ямскую слободу, Телячью слободу и Петушково. 
Уникальная особенность территории состоит в том, что занимая одну десятую часть исторического центра Нижнего Новгорода, она концентрирует почти половину всех объектов культурного наследия города, включённых в реестр памятников истории и культуры. Общее количество объектов культурного наследия и ценных объектов историко-градостроительной среды на начало 2000-х годов составляло 450. С середины 2000-х по конец 2010-х годов, вследствие активного строительства, была утрачена значительная часть исторической среды.

## Расположение
Започаинье расположено в Нагорной части Нижнего Новгорода. Именование территории непосредственно связано с исторически сложившимся расположением района за рекой Почайной на мысе, сформированном с одной стороны Почаинским оврагом, с другой — откосом Волги и Оки (с включением Гребешковского откоса). С севера и северо-запада граница района проходит от площади Народного Единства, включая застройку Ильинской горы, по линии набережной Федоровского, далее спускается по откосу к концу Похвалинского съезда и продолжаясь по абрису подножия Гребешковского откоса. С юга — по тальвегу Больших Оврагов, по улицам Большие Овраги и Маслякова. С восточной и юго-восточной стороны — по тальвегу Почаинского оврага.
Започаинье по всем сторонам света ограничивают другие исторические районы Нижнего Новгорода:
- С севера и северо-запада — Нижний посад (Рождественская часть);
- С северо-востока — Нижегородский кремль;
- С востока — достопримечательное место Большой Покровской улицы;
- С юга — новая Ямская слобода и Большие Овраги;
- С запада — Благовещенская слобода.

## История
Согласно археологическим данным, Започаинская часть Нижнего Новгорода, отделённая от его центра Почаинским оврагом, начала заселяться в XIII — XIV веках. В указанный период была освоена территория напротив детинца Ильинской горы — историческое ядро Започаинья. При князе Константине Васильевиче Нижний Новгород стал крупным перевалочным пунктом на Волге между русскими и восточными землями, куда съезжались мусульманские купцы из Средней Азии, Персии, Индии, Египта и купцы Великого Новгорода. В устье Почайны образовались причалы и торг, спуск к которому от нынешней площади Минина и Пожарского был не удобен, вследствие чего в XIV веке перед Почаинским оврагом от древней Владимирской дороги отошла ветка, обходящая его слева (современная Ильинская улица). Дорога спускалась по горе прямо к базару у пристаней.
Первый заселённый участок Ильинской горы известен, как Щепотный двор, в котором была возведена деревянная церковь Жён Мироносиц, архитектурная доминанта района. Возникновение поселения на данной территории было не случайным: близость к городским укреплениям (Малому острогу) гарантировала безопасность, а находившиеся здесь водные источники могли служить для оборонных и бытовых нужд. Судоходная пристань и торг предопределили социальный состав поселения — купцы, торговцы, ремесленники. Владельцы средневековых усадеб конца XIV века на Ильинской горе занимали высокое социальное положение, о чём свидетельствуют многочисленные находки фрагментов дорогой парадной посуды восточного происхождения, серебряных и медных монет, деталей книжных застёжек, керамических тиглей с каплями золота и бракованных поливных сосудов.
В начале XVI века участки Започаинья — возможно, включая район Гребешка — вошли в новую систему оборонительных сооружений — Большого острога. Тогда же, неподалёку от церкви Жён Мироносиц, возводится храм Пророка Божия Илии, и вся окрестная возвышенная территория получает название Ильинской горы. В XVI — начале XVII веков сформировалась главная магистраль Започаинья — будущая Ильинская, или Большая Ильинская, улица, бравшая начало от церкви Ильи Пророка и доходившая до одной из проездных башен Малого (Нового) острога, который возник в XVII веке, проходил по линии современной улицы Сергиевской и представлял собой цепь валов, окружённых с наружной стороны рвами, с деревянными башнями и стенами из городней, проходящими по гребню валов. Тогда же начали формироваться и другие улицы: Почаинская, проходившая по бровке Почаинского оврага от торговых рядов Нижнего Посада, будущая Мироносицкая (Добролюбова) улица и Плотничья (сегодня — Плотничный переулок), проложенная к воротам Малого острога. В начале XVII века застройка Плотничьей и Ильинской улиц была сплошь деревянной, носила нерегулярный характер, среди домов преобладали небольшие усадьбы с садами и огородами, принадлежавшие в основном ремесленникам — серебряникам, сапожникам, красильникам. 
Участки земли за Малым острогом занимала Ямская слобода с приходской церковью Вознесения Господня. В районе современной улицы Гоголя располагалась ещё одна слобода — Телячья. Местность вокруг современной Сергиевской улицы в начале XVII века носила название Петушково и изначально принадлежала монастырю. Согласно Сотной грамоте 1621 года церковь преподобного Сергия Радонежского, по имени которой была названа улица, являлась монастырём. Кем и когда он был основан — неизвестно. Монастырь сгорел в пожаре 1701 года. В XVII — первой половине XVIII веков посредством узкой и извилистой Сергиевской улицы осуществлялась связь Петушкова и других районов средневекового города.                  
В середине XVII века начинается застройка района каменными зданиями. В 1649 году была возведена в камне крупная, соборного типа, церковь Жён Мироносиц. В 1679 году — каменная Успенская церковь на Ильинской горе, которая вплоть до середины XX века была архитектурной доминантой всей местности, отмечая высшую точку горы. Во второй половине века территория Ильинской горы стала одним из трёх мест в Нижнем Новгороде, где развернулось каменное посадское жилое строительство. Концентрация каменных домов маркировала место проживания самой обеспеченной части нижегородского купечества и «торговых людей». 
В начале XVIII века Започаинская часть города, оставаясь застроенной преимущественно деревянными домами, многократно страдала от опустошительных пожаров. В 1701 году выгорела вся нижняя часть Ильинки до Сергиевской улицы. В так называемый «большой пожар» 1715 года пламя уничтожило застройку от Вознесенской церкви до Мироносицского храма.
По первому регулярному плану Нижнего Новгорода 1770 года основная магистраль Започаинья — Ильинская улица — сохранила своё историческое направление, но предполагалась полная замена её застройки, с возведением зданий по красным линиям. Линии спрямлённых Ильинской и Телячьей улиц, сходившиеся у южной границы города, дополняли лучевую систему новых магистралей. План предполагал продлить в Започаинье полукольца улиц, опоясывавших кремль с нагорной стороны, однако этому помешал Почаинский овраг. Предполагалась пробивка новой улицы (сегодня — Нижегородская улица). Регулярная застройка должна была оканчиваться двумя жилыми кварталами в районе Гребешка. 
В натуре район, особенно его окраинные территории, ещё долго сохранял дорегулярную структуру, с незастроенными участками, садами и огородами, что объяснялось сложностью рельефа и развитием городской территории преимущественно в восточном направлении. Предположительно, начальный период урегулирования территории Започаинья относится к 1784 году. Примерно в этот период за заставой в конце Ильинской улицы (у так называемой «решётки»), вдоль Муромско-Московского тракта, возникла новая Ямская слобода, которая вскоре оформилась в Большую Ямскую улицу, запроектированную губернским архитектором Я. А. Ананьиным.

## Старинные районы
| Период                           | Название района            | Первое упоминание | Современное расположение                                                                 | Известные здания |
| -------------------------------- | -------------------------- | --- | ---------------------------------------------------------------------------------------- | --- |
| XIV век                          | Пушкарская слобода         | ??? | По бровке Почаинского оврага, в районе ул. Почаинский Овраг                              | Церковь Жён Мироносиц (1340-е гг.)                                                                                             |
| XV — начало XVI вв.              | Успенская (Ильинская) гора | ??? | Район пер. Крутого                                                                       | Успенский монастырь (начало XV века) Церковь Ильи Пророка (1506) Церковь Рождества Христова                                    |
| XVI — начало XVII вв.            | Щипачево                   | В списках Нижегородского летописца упоминается освящение церкви Жён Мироносиц на Щипачеве (Щипачьеве) 28 августа 1535 года | Район пересечения улиц Почаинской и Добролюбова                                          | Церковь Жён Мироносиц на Щипачеве (1535)                                                                                       |
| XVI — начало XVII вв.            | Немецкая слобода           | ??? | Район современной Ильинской улицы до пересечения с Нижегородской и в районе ул. Заломова | Сергиевский монастырь (1533) Церковь Вознесения                                                                                |
| Середина XVII — начало XVIII вв. | Ильинская гора             | Купчая 1580/81 года зафиксировала продажу двора на Ильиной горе                                                            | От начала Ильинской ул. до пер. Крутого                                                  | Церковь Жён-Мироносиц на Верхнем посаде (1648—1649) Церковь Ильи Пророка (1655) Государев кабацкий двор Церковь Успения (1672) |
| Середина XVII — начало XVIII вв. | Ямская слобода             | Писцовая книга по Нижнему Новгороду 1621—1622 гг.                                                                          | Вокруг современной Ильинской улицы, от Плотничного пер. до ул. Малой Покровской          | Церковь Вознесения (1715) |
| Середина XVII — начало XVIII вв. | Петушково (Петушкова гора) | Писцовая книга по Нижнему Новгороду 1621—1622 гг.                                                                          | Вокруг современной Сергиевской улицы, до наб. Федоровского                               | Церковь Сергия (1723) |
| Середина XVII — начало XVIII вв. | Телячья слобода            | Писцовая книга по Нижнему Новгороду 1621—1622 гг.                                                                          | Вокруг современной ул. Гоголя                                                            | Церковь Похвалы Богородицы (1621) Церковь Похвалы (1678) Церковь Похвалы Божией Матери над Похвалинским съездом (1742—1744)    |
| Середина XVII — начало XVIII вв. | Гребешок                   | ??? | Современный Гребешковский откос                                                          | Церковь Николая на Гребешке (1719)                                                                                             |